# Steffi Marth
Steffi Marth (* 19. August 1985 in Elsterwerda) ist eine deutsche BMX- und Mountainbike-Radrennfahrerin und mehrmalige deutsche Meisterin.

## Leben
Marth wuchs in der südbrandenburgischen Gemeinde Plessa im Landkreis Elbe-Elster auf. Nach der Grundschule besuchte sie das Elsterschloss-Gymnasium im benachbarten Elsterwerda. Als Zwölfjährige fing sie mit dem BMX-Fahren an, im Alter von 17 Jahren wechselte sie an die Lausitzer Sportschule in Cottbus, die in Zusammenarbeit mit dem Olympiastützpunkt Brandenburg auch die sportliche Ausbildung in der Sparte BMX anbietet. Marth begann schließlich an der BTU Cottbus ein Studium der Architektur, das sie 2013 mit dem Master und der Masterarbeit Eine Seilbahn für La Palma beendete.
2016 war sie für die Lausitzer Rundschau als Radsport-Kolumnistin tätig.

## Sportliche Laufbahn
Ihre sportliche Laufbahn begann Marth auf der neu eröffneten BMX-Bahn in ihrer Heimatgemeinde Plessa, wo eine jahrzehntelange Radsporttradition besteht. Sie gehörte bald zur deutschen Elite im BMX-Sport und nahm mehrfach an deutschen Meisterschaften teil, wo sie 2001 erstmals Vizemeisterin wurde. Sie bestritt zahlreiche nationale Rennen und seit dem Jahre 2002 auch internationale Rennen. Dabei nahm sie mehrfach an Euro- und Weltmeisterschaften teil. In der deutschen Nationalmannschaft war sie einige Zeit die einzige Ostdeutsche. 2003 wurde sie zur Sportlerin des Jahres im Landkreis Elbe-Elster gewählt. Zwei Jahre später belegte sie bei der Wahl den zweiten Platz.
Marth spezialisierte sich schließlich im Mountainbike auf die Disziplin Fourcross (4X) und wurde mehrmals Deutsche Meisterin.
Nachdem Marth einige Jahre für den RSC Cottbus fuhr, startet sie seit 2010 wieder für ihren alten Heimatverein RSV Plessa 95. Im selben Jahr wurde sie erneut zur Sportlerin des Jahres im Landkreis Elbe-Elster gewählt.
2013 begann sie eine Profi-Laufbahn.

## Erfolge (Auswahl)

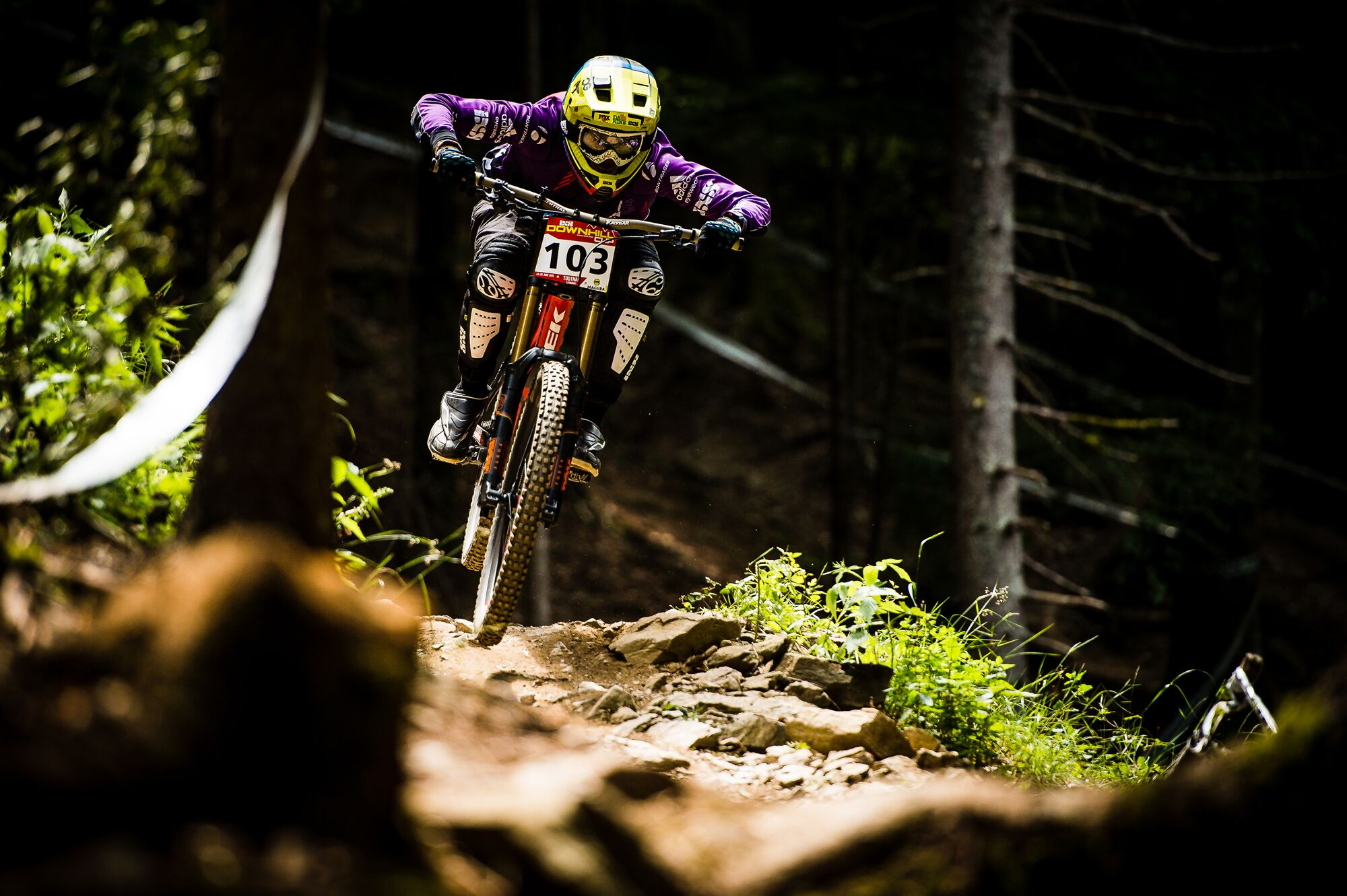
Marth bei den Deutschen Downhill-Meisterschaften 2015

### BMX
- Deutsche Vizemeisterin 2001[4]
- Bundesliga-Zweite 2004[13]
- Deutsche Juniorenmeisterin 2004[13]
- Deutsche Vizemeisterin 2005[14]
- Bundesliga-Zweite 2005[3]
- Deutsche Vizemeisterin 2006[3]
- Bundesliga-Zweite 2006[3]
- Deutsche Vizemeisterin 2007[3]

### Fourcross (4X)
- Deutsche Meisterin 2008, 2010, 2011, 2012, 2018
- Mountainbike-Weltmeisterschaften 2011 – Platz 8
- Mountainbike-Weltmeisterschaften 2012 – Platz 7
- UCI-Mountainbike-und-Trial-Weltmeisterschaften 2012 – Platz 7
- UCI-Mountainbike-und-Trial-Weltmeisterschaften 2013 – Platz 6
- UCI-Mountainbike-und-Trial-Weltmeisterschaften Leogang – Women’s four-cross, Bronze 2014, 2015[15]
- UCI-Mountainbike-und-Trial-Weltmeisterschaften 2018 – Platz 5

### Downhill
- Deutsche Meisterschaften 2014 – Bronze

## Ehrungen
- „Sportlerin des Jahres 2003“, Landkreis Elbe-Elster[10]
- „Vize-Sportlerin des Jahres 2005“, Landkreis Elbe-Elster[10]
- „Sportlerin des Jahres 2010“, Landkreis Elbe-Elster[12]